# Dean Semler
Dean Semler (Renmark, 26 maggio 1943) è un direttore della fotografia e regista australiano.

## Filmografia parziale

### Direttore della fotografia

#### Cinema
- Let the Balloon Go, regia di Oliver Howes (1976)
- Interceptor - Il guerriero della strada (Mad Max 2: The Road Warrior), regia di George Miller (1981)
- Razorback - Oltre l'urlo del demonio (Razorback), regia di Russell Mulcahy (1984)
- Mad Max oltre la sfera del tuono (Mad Max Beyond Thunderdome), regia di George Miller e George Ogilvie (1985)
- Coca Cola Kid (The Coca-Cola Kid), regia di Dušan Makavejev (1985)
- Cocktail, regia di Roger Donaldson (1988)
- Young Guns - Giovani pistole (Young Guns), regia di Christopher Cain (1988)
- Addio al re (Farewell to the King), regia di John Milius (1988)
- Ore 10: calma piatta (Dead Calm), regia di Phillip Noyce (1989)
- Un poliziotto a 4 zampe (K-9), regia di Rod Daniel (1989)
- Doppia identità (Impulse), regia di Sondra Locke (1990)
- Young Guns II - La leggenda di Billy the Kid (Young Guns II), regia di Geoff Murphy (1990)
- Balla coi lupi (Dances with Wolves), regia di Kevin Costner (1990)
- Scappo dalla città - La vita, l'amore e le vacche (City Slickers), regia di Ron Underwood (1991)
- La forza del singolo (The Power of One), regia di John G. Avildsen (1992)
- Super Mario Bros., regia di Rocky Morton e Annabel Jankel (1993)
- Last Action Hero - L'ultimo grande eroe (Last Action Hero), regia di John McTiernan (1993)
- I tre moschettieri (The Three Musketeers), regia di Stephen Herek (1993)
- Waterworld, regia di Kevin Reynolds (1995)
- Il collezionista di ossa (The Bone Collector), regia di Phillip Noyce (1999)
- La famiglia del professore matto (Nutty Professor II: The Klumps), regia di Peter Segal (2000)
- Heartbreakers - Vizio di famiglia (Heartbreakers), regia di David Mirkin (2001)
- xXx, regia di Rob Cohen (2002)
- We Were Soldiers - Fino all'ultimo uomo (We Were Soldiers), regia di Randall Wallace (2002)
- Il segno della libellula - Dragonfly (Dragonfly), regia di Tom Shadyac (2002)
- D-Tox, regia di Jim Gillespie (2002)
- Una settimana da Dio (Bruce Almighty), regia di Tom Shadyac (2003)
- Alamo - Gli ultimi eroi (The Alamo), regia di John Lee Hancock (2004)
- L'altra sporca ultima meta (The Longest Yard), regia di Peter Segal (2005)
- Stealth - Arma suprema (Stealth), regia di Rob Cohen (2005)
- Apocalypto, regia di Mel Gibson (2006)
- Cambia la tua vita con un click (Click), regia di Frank Coraci (2006)
- Io vi dichiaro marito e... marito (I Now Pronounce You Chuck and Larry), regia di Dennis Dugan (2007)
- Agente Smart - Casino totale (Get Smart), regia di Peter Segal (2008)
- Appaloosa, regia di Ed Harris (2008)
- 2012, regia di Roland Emmerich (2009)
- Notte folle a Manhattan (Date Night), regia di Shawn Levy (2010)
- Un anno da ricordare (Secretariat), regia di Randall Wallace (2010)
- Nella terra del sangue e del miele (In the Land of Blood and Honey), regia di Angelina Jolie (2011)
- Parental Guidance, regia di Andy Fickman (2012)
- Il grande match (Grudge Match), regia di Peter Segal (2013)
- Maleficent, regia di Robert Stromberg (2014)
- Il paradiso per davvero (Heaven Is for Real), regia di Randall Wallace (2014)
- The Last Witch Hunter - L'ultimo cacciatore di streghe (The Last Witch Hunter), regia di Breck Eisner (2015)
- The Ridiculous 6, regia di Frank Coraci (2015)
- Sandy Wexler, regia di Steven Brill (2017)

#### Televisione
- Ritorno a Eden (Return to Eden) - serial TV, 3 episodi (1983)

### Regista
- The Patriot (1998)
- Tempesta di fuoco (Firestorm) (1998)

## Riconoscimenti
- Oscar alla migliore fotografia per Balla coi lupi (1991)